# مارسيلو بارون بولانجوك
مارسيلو بارون بولانجوك (بالبرتغالية: Marcelo BARON Polanczyk‏) (19 يناير 1974 في ريو غراندي دو سول في البرازيل – )؛ هو لاعب كرة قدم سابق كان يلعب كمهاجم.

## وصلات خارجية
- مارسيلو بارون بولانجوك على موقع رابطة كرة القدم اليابانية للمحترفين (اليابانية)
- مارسيلو بارون بولانجوك على موقع قاعدة بيانات كرة القدم.إي يو (الإنجليزية)
- مارسيلو بارون بولانجوك على موقع Soccerway.com (الإنجليزية)
- مارسيلو بارون بولانجوك على موقع عالم كرة القدم.نت (الإنجليزية)